# Эохайд мак Муйредайг Муйндейрг
Эохайд мак Муйредайг Муйндейрг (др.‑ирл. Eochaid mac Muiredaig Muindeirg; умер в 503 или 509) — король Ульстера (489—503/509) из рода Дал Фиатах.

## Биография
Эохайд был старшим сыном скончавшегося в 489 году Муйредаха Муйндерга, после смерти которого унаследовал престол Ульстера. Исторические источники по-разному оценивают продолжительность правления Эохайда: «Лейнстерская книга» свидетельствует о двадцати двух годах его нахождения на ульстерском престоле, «Laud Synchronisms» — о двадцати трёх годах. В «Анналах четырёх мастеров» сообщается, что король Эохайд скончался в 503 году, а в «Анналах Тигернаха» — что в 509 году. Однако, по мнению современных историков, хронология анналов при описании событий в Ульстере V—VI веков является весьма приближённой. Поэтому нельзя исключать возможности, что Эохайд мак Муйредайг Муйндейрг мог скончаться в любой другой год в начале VI века.
О правлении королей Ульстера V — первой половины VI веков почти ничего неизвестно. В записях «Анналов Ульстера» о событиях 496 и 498 годов содержатся свидетельства о нападении на Дун Летглайсе (современный Даунпатрик). Вероятно, обе записи освещают одно и тоже событие. В анналах не упоминается, кто участвовал в этом военном конфликте. Несмотря на это, предполагается, что нападение могло быть связано с установлением власти правителей Дал Фиатах над этими землями, впоследствии ставшими центром их владений.
Согласно одному из житий святого Патрика, этот «апостол Ирландии» проклял потомков Эохайда за ярое пристрастие монарха к язычеству. Непосредственным поводом для этого стало убийство двух дев, изъявивших желание служить Богу, но утопленных по приказу короля Ульстера. Чтобы отвести проклятие от своего ещё неродившегося сына Домангарда, беременная жена ульстерского правителя бросилась в ноги Патрика и была им крещена. В отличие от Эохайда, его брат Кайрелл с почётом принял у себя в доме святого и получил от него благословение. Предание сообщает, что именно благодаря проклятию Патрика впоследствии из рода Дал Фиатах только потомки Кайрелла занимали престол Ульстера.
Хотя Эохайд мак Муйредайг Муйндейрг был отцом нескольких сыновей, в том числе, святого Домангарда, новым правителем Ульстера стал его брат Кайрелл.